# Sun Chuanfang
Sun Chuanfang (孫傳芳; pinyin: Sūn Chuán-fāng, (1885 i Shandong i Kina - 13. november 1935 i Tianjin), også kendt som «Nanking-krigsherren» eller leder af «femprovinssambandet» var en krigsherre tilhørende Zhili-kliken og protegé af «jademarschallen» Wu Peifu (1874-1939).
Under de urolige første tiår af Republikken Kinas eksistens fik han den militære kommando over provinsen Zhejiang i 1924. I løbet af de næste to år udvidede han sit styre til provinserne Jiangsu, Fujian, Anhui, og Jiangxi. Byen Nanjing blev hans hovedkvarter.
Men da Kuomintang under felttoget i Nordkina erobrede Shanghai i marts 1927, brød hans herredømme sammen. Han flygtede da til det japanskstyrede Dalian.
Han blev snigmyrdet i Tianjin den 13. november 1935 af Shi Jianqiao, datter af en henrettet officer. Hun fik folkets medfølelse og blev benådet af Kuomintangregeringen.